# 金澤朋子
金澤朋子（1995年7月2日—）Hello! Pro研修生第十七期成員。為Hello! Project旗下女子偶像團體組合Juice=Juice的前成員及前隊長。
隸屬於UP-FRONT AGENCY公司。2013年夏天正式出道。血型為B型，身高161公分。
加入前，曾獲2012年『DAM★とも カラオケコンテスト』最優秀賞；同年9月『OCEAN MUSIC AWARD 新人発掘オーディション2012』入圍。

## 簡歷
- 2012年，獲得『DAM★とも カラオケコンテスト』最優秀賞，並於8月18日夏控開演前與Berryz工房、℃-ute表演『超HAPPY SONG』[2]。
- 9月，『OCEAN MUSIC AWARD 新人発掘オーディション2012』入圍[3]。

### 2012
- 12月9日，在『ハロプロ研修生 発表会 2012～12月の生タマゴShow！～』中，發表成為Hello! Pro研修生第十七期成員[4]。

### 2013
- 2月3日，「Hello! Project 誕生15周年記念Live 2013冬」中發表組成團體，第一彈成員為宮本佳林、高木紗友希、大塚愛菜、植村あかり、金澤朋子，以及SATOYAMA MOVEMENT組合GREEN FIELDS成員宮崎由加。組合有增加或刪減成員的可能。[5]
- 2月25日，製作人淳君在部落格發表了新團體的名稱及團名含意。[6]
- 4月3日，發行第一張獨立製作單曲「在我說之前 請抱緊我」，於4月15日的日本公信榜單曲週榜取得第25名。是早安家族中首個以第一張獨立製作單曲就登上公信榜週榜的組合。
- 4月24日，開設官方Ameba部落格。
- 6月13日，於第三張獨立製作單曲「攀登到天空去!」發行活動中，淳君宣佈Juice=Juice於夏天正式出道，並由金澤擔任副隊長[7]。

### 2019
- 6月19日，接任隊長。

### 2021
- 10月6日，於官網上公告因患上子宮內膜異位症，將於2021年11月24日從團體卒業。

## 所屬團體
- Hello! Pro研修生（2012年～2013年）
- Juice=Juice（2013年～2021年）

## 作品
- 獨立製作時期發行單曲

1. 私が言う前に抱きしめなきゃね（2013年4月3日）
2. 五月雨美女がさ乱れる（2013年5月5日會場先行發售；6月12日一般發售)
3. 天まで登れ!（2013年6月12日）

- 正式單曲

1. ロマンスの途中（2013年－月－日）

## 外部連結
- Juice=Juice Hello!Project官方頁面 （页面存档备份，存于）
- Juice=Juice YouTube官方頁面 （页面存档备份，存于）
- Juice=Juiceオフィシャルブログ  （页面存档备份，存于）